# آداما دیاخابی
آداما سالیمو دیاخابی (فرانسوی: Adama Salimou Diakhaby‎؛ زادهٔ ۵ ژوئیهٔ ۱۹۹۶) بازیکن فوتبال اهل فرانسه است که هم‌اکنون در ناتینگهام فارست بازی می‌کند.